# Daniel Cadet
Daniel Cadet   (Port-au-Prince, gener 1960) fou un futbolista haitià de la dècada de 1980.
Fou 23 cops internacional amb la selecció d'Haití.
Pel que fa a clubs, destacà a Racing Club Haïtien.